# Academia Militar de Aviación de Honduras Capitán Raúl Roberto Barahona Lagos
La Academia Militar de Aviación de la república de Honduras, es una escuela militar y centro de formación de oficiales aviadores para la Fuerza Aérea Hondureña.

## Antecedentes históricos
La fundación de la escuela de aviación data del 14 de abril de 1931, al inaugurarse como Escuela Nacional de Aviación, en la presidencia del Doctor Vicente Mejía Colindres por ese entonces fueron cuatro los primeros cadetes en ser instruidos en el pilotaje y mantenimiento de los aeroplanos
En la presidencia constitucional del Doctor y general Tiburcio Carias Andino entre 1933 a 1936, este dio gran importancia a la creación de escuelas militares, la policía nacional y de investigación,  el gobierno de Carias Andino contrato los servicios del estadounidense coronel de aviación William C. Brooks como director del centro educativo y el 25 de enero de 1936 fue abierta formalmente la Escuela Militar de Aviación que en octubre de 1937, se denominó como Escuela de Aviación Militar Capitán Roberto Raúl Barahona Lagos” emitido mediante acuerdo EMG-No. 59 y de la cual tres años después (1939) entrega nueve aviadores militares.
Para 1980 la sede de la Escuela Militar de aviación fue trasladada a la Base Aérea de Palmerola en el departamento de Comayagua. 
El 23 de enero de 1985 la Escuela Militar de Aviación fue renombrada como Academia Militar de Aviación Capitán Roberto Raúl Barahona Lagos, mediante Acuerdo EMH-006. Hasta 1994 la dirección permite el ingreso de señoritas al estudio mecánico aeronáutico y aviación y es en 5 de febrero de 1996 cuando egresan las primeras cadetes mujeres como pilotos y técnicos. 
El 11 de febrero de 1997 egresa de la Academia la primera promoción de cadetes técnicos en aviación con especialidad en motores a reacción jet, hidráulica, mantenimiento de helicópteros, entre otros.
Un 3 de diciembre de 1999 egresan las primeras mujeres pilotos militares admitidas por la academia, un hecho histórico dentro de la aviación centroamericana, al graduarse la primera suboficial de nacionalidad panameña en Honduras, la Teniente Gloria Alicia Torres Muñoz.

### Requisitos y admisión
Los requisitos para ingresar a la academia son los siguientes: Ser hondureño e hijo de padres hondureños, presentar certificado de nacimiento (original), ser soltero y haberlo sido y sin personas dependientes, no adolecer de impedimentos físicos, tener una edad comprendida entre los 16 a 24 años, tener una estatura mínima de 170 cm, haber aprobado la educación secundaria, aprobar los exámenes de admisión y físicos.
En 2011 La Academia Militar de Aviación, ha tenido que seleccionar a los estudiantes por ingresar debido a la afluencia de aspirantes, de los cuales solo 80 o 100 son admitidos.

### Plan de estudios
El aspirante al ser admitido lo hace como cadete de aviación, egresando con formación militar científica y grado de Licenciatura en Ciencias Militares Aeronáuticas y subtenientes de aviación, los estudiantes pueden continuar un nivel superior en la Universidad de Defensa de Honduras (UDH). 
| Años de estudio | Grado                       |
| --------------- | --------------------------- |
| 1° año          | Cadete de Vuelo             |
| 2° año          | Cabo de Cadete de Vuelo     |
| 3° año          | Sargento de Cadete de Vuelo |
| 4° año          | Alférez de Cadete de Vuelo  |

## Escuela Técnica Coronel Gustavo Zerón Cruz
Es la encargada de formar a los Estudiantes Técnicos en mantenimiento y reparación de aviones de la FAH, los requisitos son los siguientes: Ser hondureño e hijo de padres hondureños, presentar certificado de nacimiento (original), ser soltero y haberlo sido y sin personas dependientes, no adolecer de impedimentos físicos, tener una edad comprendida entre los 16 a 24 años, tener una estatura mínima de 167 cm, haber aprobado la educación secundaria, aprobar los exámenes de admisión y físicos. 
En sus estudios se incluyen: Aviónica, Abastecimientos, Armamento, Control de Tráfico Aéreo, Electricidad de aviones, Electrónica, Estructuras metálicas de aviones, Estadísticas, Helicópteros, Hélices, Hidráulica, Línea de Vuelo, Motores (pistón, jet), Paracaídas, Radares, etc.
| Años de estudio | Grado                          |
| --------------- | ------------------------------ |
| 1° año          | Estudiante técnico             |
| 2° año          | Cabo técnico                   |
| 3° año          | Sargento técnico               |
| 4° año          | Suboficial maestro de aviación |

Actualmente los jóvenes se desenvuelven en las bases aéreas hondureñas de: 
- Coronel de aviación José Enrique Soto Cano o Palmerola en Comayagua.
- Coronel de aviación Hernán Acosta Mejía en Tegucigalpa,
- Coronel de aviación Armando Escalón Espinal en La Lima, departamento de Cortés, y
- Coronel de aviación Héctor Caraccioli Moncada en La Ceiba, departamento de Atlántida.

### Director de la Academia militar de Honduras
| Orden | Coronel DOn Wilfredo ROmero Lemys | Inicio de mandato | Fin del mandato |
| ----- | --------------------------------- | ----------------- | --------------- |
| 1     | Coronel William C. Brooks         | febrero de 1936   | octubre de 1937 |
| 2     | Capitán Luis Alonso Fiallos       | octubre de 1937   | febrero de 1938 |
| 3     | Mayor Malcon H. Stewart           | febrero de 1938   | febrero de 1941 |
| 4     | Coronel Harold A. White           | marzo de 1941     | julio de 1944   |
| 5     | Mayor Malcon H. Stewart           | junio de 1944     | julio de 1947   |
| 6     | Coronel Hernán Acosta Mejía       | julio de 1947     | mayo de 1955    |
| 7     | Coronel Héctor Caraccioli Moncada | mayo de 1955      | octubre de 1956 |

## Graduados de la academia militar
- Abner Del Cid Flores Mejia
- Alberto Ursina Reyes
- Alfredo San Martín Flores
- Antonio Banegas Araujo
- Armando Escalón Espinal
- Carlos Alberto Portillo Bustillo
- Carlos Gamundi Chavarría
- Doris Xiomara Andrade Álvarez
- Dulce María Vásquez Amador
- Enrique Soto Cano
- Ernesto Colombo Espinoza
- Ernesto E. Caraccioli
- Fernando Soto Henríquez
- Fernando Vasquez
- Francisco Edgardo Sosa
- Francisco Martínez García
- Francisco Pérez Aguilar
- Francisco Zepeda Andino
- Gloria Alicia Torres Muñoz
- Campines Atencio Olmedo Enrique
- Guillermo Flores Theresín
- Guillermo Chirinos Alonzo
- Gustavo Morales
- Héctor Caraccioli Moncada
- Héctor Castro Cabús (Exdirector)
- Hernán Acosta Mejía
- Hiram Fiallos
- J. Elías Sánchez
- Jesús Aguilar Cerrato
- José Enrique Soto Cano
- José Israel Navarro
- José Serra Hernández
- Lázaro Urbina
- Lilian Melissa del Carmen Linares Mendoza
- Mario Enrique Chinchilla Carcamo
- Marco Antonio López Vargas
- Martín Quan Rodríguez
- Miguel Ángel Murillo
- Nubbia Patricia Andrade Pazzetti (Primer lugar en vuelo de la promoción)
- Óscar Aquiles Moncada
- Oswaldo López Arellano
- Ramón Ciliezar Uclés
- Régner Sabillón Caballero
- René González
- Roberto R. Barahona
- Rodolfo Heller
- Rolando Figueroa Molina
- Selvin Leonel Mejia Aguilar
- Santos Valladares Zavala
- Sidia Jacqueline Lara Lara
- Walter López Reyes